# Continencia de la causa
La Continencia de la Causa significa una unidad jurídica, es decir, que debe haber y resulta indispensable en todos los Juicios; esto es una acción principal, uno el Juez, y unas las partes que litigan en el pleito hasta su término.

## Naturaleza
Esta figura eminentemente de carácter procesal, es, en la mayoría de las legislaciones procesales (Procedimientos Civiles), una de las más importantes causales que dan lugar a la denominada "Acumulación de Autos" cuando en dos o más procesos iniciados por separado, deben unirse debido a determinadas circunstancias establecidas en la Ley, para que los derechos que se pretenden por las partes hayan de dirimir su conflicto con una sola sentencia judicial.

## Procedencia y requisitos
Para poder determinar cuando se considera que la continencia de la causa es susceptible de dividirse, atentando contra los derechos de los litigantes, es cuando concurren estos puntos: 
- La cosa que se pide,
- El título por el que se pide, y
- Las personas que intervienen así como su carácter.

Por eso, los juristas han establecido, generalmente en seis casos, donde se considera dividida ésta:
1. Cuando en dos pleitos haya identidad de personas, cosas y acción.
2. Cuando haya solamente identidad de personas y cosas, aunque la acción sea diferente.
3. Cuando haya identidad de personas y acciones aunque las cosas sean diversas.
4. Cuando haya identidad de acciones y cosas aunque las personas sean diversas.
5. Cuando las acciones provengan de una misma causa, aunque se den contra muchos, y haya por consiguiente diversidad de personas.
6. Cuando las acciones provengan de una misma causa, aunque sean diverdad las cosas.